# District de Rewa
Pour les articles homonymes, voir Rewa.
Le district de Rewa  (hindi : रीवा जिला) est un district  de l'état du Madhya Pradesh, en Inde,

## Géographie
Au recensement de 2011, sa population compte 2 363 744 habitants.
Son chef-lieu est la ville de Rewa. 